# Sant Salvador de les Bordes d'Estavill
Sant Salvador de les Bordes d'Estavill (o, simplement, Sant Salvador d'Estavill) és una església romànica del terme municipal de la Torre de Cabdella a la comarca del Pallars Jussà. Fins al 1970 pertanyia a l'antic terme de la Pobleta de Bellveí. Està situada a l'antic grup de construccions conegut com les Bordes d'Estavill, a migdia del poble d'Estavill.
L'església de Sant Salvador no està gens documentada al llarg de la història.
No en queden gaires restes, però permeten de veure una església petita i primitiva, d'una sola nau una mica disforja, quasi trapezoïdal, i absis que pretén ser semicircular, però no acaba de ser-ho ben bé.
Devia ser coberta amb volta de canó, la qual, ensorrada, no permet acabar de veure del tot bé com era el conjunt. Una sola finestra, d'una sola esqueixada, s'obria en tota l'església, a la part oriental del mur meridional. La porta presenta una factura una mica més moderna que la resta, de manera que es pot dir que el conjunt és datable al segle x, i la porta pot pertànyer al xii.